# Central Única de Treballadors
La Central Única de Treballadors (CUT) és un sindicat brasiler fundada el 28 d'agost de 1983 a la ciutat de São Bernardo do Campo, a l'estat de São Paulo, durant el Primeiro Congresso Nacional da Classe Trabalhadora, Conclat.

## Història
De 1964 a 1985, el Brasil va viure sota una dictadura militar en la qual es van suprimir els drets constitucionals i els opositors al règim van ser perseguits, torturats i molts van ser assassinats. A finals de la dècada del 1970, nombrosos sectors de la societat civil van començar a reorganitzar-se i, malgrat la forta repressió, van començar a manifestar-se públicament. Les vagues de treballadors, els camperols sense terra i la lluita estudiantil van afeblir el règim militar i van forçar l'inici del procés de redemocratització del país.
El congrés fundacional de la CUT va exigir la fi del règim militar i va reclamar eleccions directes a President de la República. La creació de la CUT va suposar una ruptura amb els límits de l'estructura sindical corporativa oficial, que prohibia l'existència d'organitzacions interprofessionals. Però la seva legalització només va ser possible després de la promulgació de la Constitució de 1988.

## Organització
La Central Única de Treballadors està present als 26 estats i al Districte Federal del Brasil. La CUT compta amb un centre de documentació encarregat de la memòria i la història de la lluita de la classe obrera al país, el CEDOC-CUT, i organitzacions per al desenvolupament de polítiques i assessorament concrets: l'Agència de Desenvolupament Solidari (ADS), l'Observatori Social Institut (IOS), l'Institut Nacional de Salut Laboral (INST) i el Departament d'Estudis Socioeconòmics i Polítics (DESEP).
Relacionada històricament amb el Partit dels Treballadors (PT), la CUT va participar en les vagues sindicals dels anys 1980, principalment al municipi de São Bernardo do Campo. S'oposa al velho sindicalismo practicat per l'expresident Getúlio Vargas que establia la integració entre els sindicats i el Ministeri de Treball, basat en la Carta del Lavoro del feixisme italià, i reivindica un sindicalisme independent del govern federal, democràtic i socialista.
Des del govern de Luiz Inácio Lula da Silva, diversos grups polítics, principalment d'esquerres, descontents amb la relació entre la CUT i el govern federal del PT, van trencar amb la central sindical, fundant d'altres sindicats.